# Herbert Schillinger
Herbert Schillinger (* 1953 in Freiburg im Breisgau) war vom 1. Juli 2003 bis 6. Dezember 2017 Mitglied der Geschäftsführung des größten deutschen Rentenversicherungsträgers (Deutsche Rentenversicherung Bund) (ehemals BfA).
Nach 13-jährigem Schulbesuch und anschließendem Wehrdienst absolvierte Herbert Schillinger von 1975 bis 1980 ein Studium der Rechtswissenschaften in Freiburg und Berlin, dem noch ein achtsemestriges Studium der Politikwissenschaft in Berlin (bis 1984) folgte. Seine dreijährige Referendarzeit (1980–1983) verbrachte er beim Kammergericht in Berlin und begann 1983 eine zweijährige Mitarbeit in einer Berliner Anwaltssozietät.
Von 1985 bis 1996 begann Herbert Schillinger dann mit der Tätigkeit bei der Bundesversicherungsanstalt für Angestellte (BfA) in der Leistungsabteilung Versicherung und Rente Inland, anschließend Außendienst, Rehabilitationsabteilung und Referat der Geschäftsführung. Von 1994 bis 1996 wurde er stellvertretender Errichtungsbeauftragter der BfA für die neuen Bundesländer. 1996 erfolgte die Ernennung zum Leiter der Abteilung Außendienst bei der BfA und 1999 übernahm er die Leitung der Abteilung Rehabilitation. Seit 1. Juli 2003 war Herbert Schillinger Direktor der BfA, heute Deutsche Rentenversicherung Bund. In den Zuständigkeitsbereich Schillingers fielen unter anderem Organisation, Datenverarbeitung, zentrale Aufgaben, Personal, Bildungswesen und Arbeitgeberprüfungen. Am 6. Dezember 2017 wurde er in den Ruhestand verabschiedet.